# Orvar Bergmark
Orvar Bergmark (Bureå, Suecia, 16 de noviembre de 1930-Örebro, Suecia, 10 de mayo de 2004), fue un futbolista sueco, se desempeñaba como lateral derecho, también ejerció de entrenador.
Inició su carrera en clubes de Örebro, la ciudad sueca donde había nacido y desarrollado sus actividades. La lista de sus méritos deportivos, que comenzaron en los años sesenta, es muy amplia. Disputó 94 partidos en la selección sueca de fútbol. Formó parte del equipo sueco que disputó la final del Campeonato del Mundo contra Brasil, en 1958, en la que Suecia logró el 2º puesto tras perder contra los brasileños por 5-2.
Posteriormente fue profesional en el Roma italiano, donde fue uno de los extranjeros más valorados por sus trabajos en los terrenos de juego. Fue tres veces campeón de bandy (un deporte similar al hockey sobre hielo) en el equipo de Örebro, director técnico de la selección sueca de fútbol y comentarista deportivo tras su retirada.
En el año 2000, coincidiendo con el cambio de milenio, fue nombrado Deportista del Siglo por la ciudad de Örebro. Pocas veces un deportista tuvo la virtud de conciliar su desempeño como jugador profesional, con su capacidad de líder  y una concepción idealista de las actividades deportivas.

## Clubes
| Club      | País   | Año         |
| --------- | ------ | ----------- |
| Örebro SK | Suecia | 1948 - 1954 |
| AIK Solna | Suecia | 1955        |
| Örebro SK | Suecia | 1956 - 1962 |
| AS Roma   | Italia | 1962 - 1964 |
| Örebro SK | Suecia | 1964 - 1965 |